# Jean Rivet
Jean Rivet est un footballeur professionnel français, né le 1er janvier 1935 à Calais et mort le 28 mai 2005 à Limoges.
Il évoluait au poste de milieu de terrain.

## Clubs
- 1954-1955 :  Lille OSC (D1) : 4 matchs, 1 but[2]
- 1955-1956 :  Lille OSC (D1) : 2 matchs
- 1959-1960 :  Boulogne (D2) : 21 matchs
- 1960-1961 :  Cherbourg (D2) : 36 matchs, 5 buts
- 1961-1962 :  Cherbourg (D2) : 32 matchs, 3 buts
- 1962-1963 :  Cherbourg (D2) : 19 matchs, 2 buts

## Palmarès
- Finaliste de la coupe Charles Drago avec le Lille OSC en 1956